# Maksim Botine
Maksim Sergueïevitch Botine (en russe : Максим Сергеевич Ботин) est un joueur russe de volley-ball né le 15 juillet 1984 à Moscou (alors en URSS). Il mesure 1,93 m et joue réceptionneur-attaquant.

## Clubs
| Club             | De        | À         |
| ---------------- | --------- | --------- |
| MGTU Moscou      | 2001-2002 | 2004-2005 |
| Dinamo Moscou    | 2005-2006 | 2006-2007 |
| Dinamo Krasnodar | 2007-2008 | 2008-2009 |
| Dinamo Moscou    | 2009-2010 | 2009-2010 |
| Oural Oufa       | 2010-2011 | ...       |

## Palmarès
- Ligue des champions
  - Finaliste : 2010
- Challenge Cup
  - Finaliste : 2013
- Championnat de Russie (1)
  - Vainqueur : 2006
  - Finaliste : 2002, 2007, 2013
- Coupe de Russie (1)
  - Vainqueur : 2006
  - Finaliste : 2007, 2010
- Supercoupe de Russie
  - Vainqueur : 2009